# Jaume Valens
Jaume Valens Cardell (Palma de Mallorca, 29 de febrero de 1996) es un futbolista español. Juega en la posición de portero, actualmente se encuentra sin equipo.

## Trayectoria
Es un jugador formado en la cantera del RCD Mallorca y tras acabar la categoría juvenil fue cedido durante una temporada al Atlético Baleares Jugend. Tras realizar la pretemporada con el primer equipo, Valens fue cedido al Barakaldo CF en 2014, donde jugó durante una temporada en el Grupo II de Segunda B. La temporada siguiente regresa a las filas del filial mallorquín, donde jugaría 20 partidos en la categoría de bronce.
En julio de 2017, firma por el Lorca Fútbol Club, siendo el primer fichaje para su debut en la temporada 2017-18 en la Segunda División, firmando un contrato por dos temporadas.
En enero de 2018, se incorpora al FC Jumilla en calidad de cedido por el Lorca Fútbol Club, hasta el final de la temporada 2017-18 para jugar en el Grupo IV de la Segunda B.
El 13 de julio de 2021, firmó por el Club de Fútbol La Nucía de la Segunda División RFEF.

## Clubes
| Club                    | País   | Año       |
| ----------------------- | ------ | --------- |
| RCD Mallorca Juvenil    | España | 2013-2014 |
| Atlético Baleares       | España | 2013-2014 |
| RCD Mallorca B          | España | 2014-2015 |
| Barakaldo CF            | España | 2015-2016 |
| RCD Mallorca B          | España | 2016-2017 |
| Lorca Fútbol Club       | España | 2017      |
| FC Jumilla              | España | 2018      |
| Atlético de Madrid B    | España | 2018-2019 |
| Real Oviedo "B"         | España | 2019-2020 |
| Atlético de Madrid B    | España | 2020-2021 |
| Club de Fútbol La Nucía | España | 2021-2023 |
| CD Alcoyano             | España | 2023-2025 |